# Rebecca Trösch
Rebecca Trösch (* 1980 in Uster) ist eine Schweizer Filmeditorin.

## Werdegang
Rebecca Trösch absolvierte von 2009 bis 2012 den Bachelor Video an der Hochschule Luzern – Design und Kunst, den sie mit Fokusfeld Schnitt abschloss; 2010/11 verbrachte sie ein Austauschjahr in der Montageklasse an der Filmuniversität Babelsberg. Anschliessend absolvierte sie den Master Film Editing an der Zürcher Hochschule der Künste, den sie 2015 abschloss.
Raving Iran, der Kinodokumentarfilm von Susanne Meures, den Trösch im Rahmen ihres Masterstudiums schnitt, wurde am Visions du Réel Nyon mit dem Preis für den besten Schweizer Film ausgezeichnet, sowie mit dem Zürcher Filmpreis und dem First Step Award. Seither hat sie mehrere kurze und lange Spiel- und Dokumentarfilme sowie Videoclips geschnitten; sie arbeitete mit Regisseuren und Regisseurinnen wie Dominik Locher, Piet Baumgartner, Eva Vitija und Andrea Štaka zusammen. Vitjas Dokumentarfilm Loving Highsmith über die Autorin Patricia Highsmith, für dessen Schnitt Rebecca Trösch verantwortlich war, eröffnete 2022 die Solothurner Filmtage; der Film wurde auch international wahrgenommen, unter anderem erhielt er eine Rezension in der Washington Post. Gemeinsam mit der Regisseurin Eva Vitija wurde Rebecca Trösch mit dem Zürcher Filmpreis für die Dramaturgie und den Schnitt des Films ausgezeichnet.
Im Februar 2022 feierte der von Trösch geschnittene Kurzfilm As Sacrificadas am Internationalen Film Festival Rotterdam Weltpremiere. Im November 2023 erschien La gravidité, ebenfalls ein Kurzspielfilm, der seine Premiere an den Internationalen Kurzfilmtagen Winterthur feierte; der Film wurde im Frühling 2024 mit dem Schweizer Filmpreis ausgezeichnet.
8 Tage im August, der erste Langspielfilm des Regisseurs Samuel Perriard, für dessen Schnitt sich Rebecca Trösch verantwortlich zeichnet, wurde 2023 an den Hofer Filmtagen uraufgeführt.
Sie lebt in Zürich.

## Filmografie (Auswahl)
- 2013: Elite
- 2013: Julie will mehr
- 2014: Peor que ayer, mejor que mañana
- 2014: Storm & Co (Kurzfilm; Co-editing: Cesare Macri)
- 2015: Through My Street
- 2016: To Make A Comedy Is No Fun – Jiri Menzel (Co-editing: Andrea Pugner)
- 2016: Raving Iran
- 2017: Der Hexer
- 2017: Goliath (Co-editing: Aurora Vögeli)
- 2017: Son Of A Fool
- 2017: Talking Money (Co-editing: Frederik Bösing)
- 2018: Love a Little
- 2019: I gseh di (Kurzfilm; Co-editing: Riccarda Schwarz)
- 2020: Apenas el Sol (Co-editing: Valeria Racioppi)
- 2020: My Mom, my Son and Me
- 2021: Parallel Lives (Co-editing: Konstantin Gutscher, Frank Matter)
- 2021: I feel like a stranger (every time I come around)
- 2022: As Sacrificadas
- 2022: Loving Highsmith
- 2023: 8 Tage im August
- 2023: La gravidité